# Trosteanka, Rojîșce
Trosteanka (în ucraineană Тростянка) este un sat în comuna Kopacivka din raionul Rojîșce, regiunea Volînia, Ucraina.

## Demografie
Componența lingvistică a localității Trosteanka
     Ucraineană (100%)
Conform recensământului din 2001, toată populația localității Trosteanka era vorbitoare de ucraineană (100%).